# Gasperich
Gasperich (in lussemburghese Gaasperech) è un quartiere della città di Lussemburgo, capitale del Granducato omonimo.
Nel 2023 il quartiere aveva una popolazione di 10 113 abitanti.

## Geografia fisica
Il quartiere si estende su un territorio di circa 445,14 ettari nel sud della città di Lussemburgo, confinando a nord con i quartieri di Hollerich e Gare, a est con quello di Bonnevoie-Sud e a ovest con quello di Cessange.
Nel quartiere si trova la località di Cloche d'Or.

## Monumenti e luoghi d'interesse
- Chiesa di Santa Teresa (Lussemburgo)